# It's a Big Country
Pour plus de détails, voir Fiche technique et Distribution.
It's a Big Country: An American Anthology est un film à sketches américain en huit épisodes, réalisé par Clarence Brown, Don Hartman, John Sturges, Richard Thorpe, Charles Vidor, Don Weis et William A. Wellman sorti en 1951.

## Synopsis
Le film retrace en huit épisodes distincts différentes facettes des États-Unis et de sa culture à travers les portraits de citoyens américains :
1. "Interruptions, Interruptions"
2. "The Lady and the Census Taker"
3. "The Negro Story"
4. "Rosika, the Rose"
5. "Letter from Korea"
6. "Texas"
7. "Minister in Washington"
8. "Four Eyes"

## Fiche technique
- Titre original : It's a Big Country: An American Anthology
- Titre alternatif : It's a Big Country
- Réalisation : Richard Thorpe (sketch 1), John Sturges (sketch 2), Charles Vidor (sketch 4), Don Weis (sketch 5), Clarence Brown (sketch 6), William A. Wellman (sketch 7) et Don Hartman (sketch 8)
- Scénario : William Ludwig (sketch 1), Helen Deutsch (sketch 2), Ray Chordes (sketch 3), Isobel Lennart (sketch 4), Allen Rivkin (sketch 5), Dorothy Kingsley (sketch 6), Dore Schary (sketch 7), George Wells (sketch 8), d'après les nouvelles Interruptions, Interruptions d'Edgar Brooke, Overlooked Lady de John McNulty, Rosika the Rose de Claudia Cranton et Four Eyes de Joseph Petracca
- Direction artistique : Malcolm Brown, William Ferrari, Cedric Gibbons, Eddie Imazu, Arthur Lonergan et Gabriel Scognamillo
- Décorateurs de plateau : Jack Bonar, Ralph S. Hurst, Arthur Krams, Fred M. MacLean, Alfred E. Spencer et Edwin B. Willis
- Photographie : John Alton, Ray June, William C. Mellor et Joseph Ruttenberg
- Son : Douglas Shearer
- Montage : Ben Lewis et Fredrick Y. Smith
- Société de production : Metro-Goldwyn-Mayer
- Société de distribution : Loew's Inc.
- Pays de production :  États-Unis
- Langue originale : anglais
- Format : noir et blanc — 35 mm — 1,37:1 — son Mono (Western Electric Sound System)
- Genre : Comédie dramatique, Film à sketchs, Film de propagande
- Durée : 89 minutes
- Dates de sortie: 
  - États-Unis : 20 novembre 1951[1]
  - États-Unis : 4 janvier 1952[2]

## Distribution
- Ethel Barrymore : Mme Brian Patrick Riordan
- Keefe Brasselle : Sergent Maxie Klein
- Gary Cooper : le Texan
- Nancy Davis : Miss Coleman
- Van Johnson : Révérend Adam Burch
- Gene Kelly : Icarus Xenophon
- Janet Leigh : Rosa Szabo Xenophon
- Marjorie Main : Mme Wrenley
- Fredric March : Joe Esposito
- George Murphy : M. Callaghan
- William Powell : le professeur
- S.Z. Sakall : Stefan Szabo
- Lewis Stone : le sacristain
- James Whitmore : M. Stacey
- Keenan Wynn : Michael Fisher
- Leon Ames : L'homme des Services Secrets
- Angela Clarke : Mama Esposito
- Robert Hyatt : Joseph Esposito
- Sharon McManus : Sam Szabo